# Garbage Pail Kids
Garbage Pail Kids is een serie verzamelkaarten, geproduceerd en uitgegeven door Topps. De serie werd voor het eerst geïntroduceerd in 1985 en werd ontworpen als parodie op de Cabbage Patch Kidspoppen van Xavier Roberts die in die periode populair waren in de Verenigde Staten.
Iedere stickerkaart in de serie vertoont een Garbage Pail Kid figuur die aan één of andere komische abnormaliteit lijdt of een vreselijk lot ondergaat. Allemaal hebben ze een humoristische naam. Van ieder karakter werden er twee kaarten in de serie opgenomen waarbij de figuren twee verschillende namen kregen, weergegeven middels een "a" en een "b" achter het kaartnummer. Verschillende kaarten uit de serie hebben op de achterkant delen van een afbeelding staan zodat 9 kaarten uit de serie een poster vormen. Andere kaarten hebben op de achterkant komische vergunningen en prijzen staan en in de meer recente series "Fakebook" profielen.
In de Verenigde Staten werden er vijftien series uitgegeven. Verschillende series werden ook in andere landen uitgegeven. In 2010 werden een aantal series opnieuw uitgegeven en in 2012 volgde een aankondiging dat er een compleet nieuwe serie uitgegeven zal worden.

## Geschiedenis
De serie werd bedacht door cartoontekenaar Art Spiegelman. Hij bedacht de Garbage Pail Kids na het succes van zijn eerdere creaties Garbage Candy and Wacky Packages. Spiegelman werkte samen met Mark Newgarden aan het project. De eerste serie werd getekend door John Pound en werd uitgegeven in 1985. Na het eerste succes werden er meer tekenaars en schrijvers aangetrokken.

## Nederland en België
In 1986 werd zowel in Nederland als in België een vertaalde serie uitgegeven (in België in het Frans). Overige series werden onvertaald uitgegeven. De vertaalde series waren gebaseerd op de eerste serie uit het Verenigd Koninkrijk en bevatten van ieder kaartnummer slechts één uitvoering (een a-kaart). Afwijkend gedrukte kaarten van hetzelfde nummer (variatie of b-kaarten) zaten hier niet bij.

## Film
Op 21 augustus 1987 verscheen een speelfilm over de karakters in de Amerikaanse bioscopen. De film flopte en kwam maar in een beperkt aantal bioscopen uit. Op 12 maart 2012 werd een nieuwe film over de figuurtjes aangekondigd.